# Sandro Veronesi
Pour les articles homonymes, voir Veronesi.
Sandro Veronesi, né le 1er avril 1959 à Prato, en Toscane (Italie), est un écrivain et scénariste italien, lauréat du prix Strega en 2006 et en 2020, du prix Femina étranger pour Chaos calme et du prix Flaiano (2011) pour XY.

## Biographie
Après l'obtention d'un diplôme d'architecture à l'université de Florence, Sandro Veronesi s'est tourné vers l'écriture. À 25 ans, il publié son premier livre, Il resto del cielo, sa seule incursion dans le domaine de la poésie.
Dans ses premiers romans, où se perçoit l'influence de l'écrivain américain Thomas Pynchon, l'écrivain italien se penche sur les difficiles relations entre père et fils. C'est le cas de Les Vagualâmes (Gli sfiorati), paru en 1990, adapté au cinéma en 2011 par Matteo Rovere. Dans son quatrième roman, La Force du passé (La forza del passato), paru en 2000, le père est mort, mais sa mémoire pèse lourdement sur Gianni Orzan, un auteur d'ouvrages de littérature d'enfance et de jeunesse.

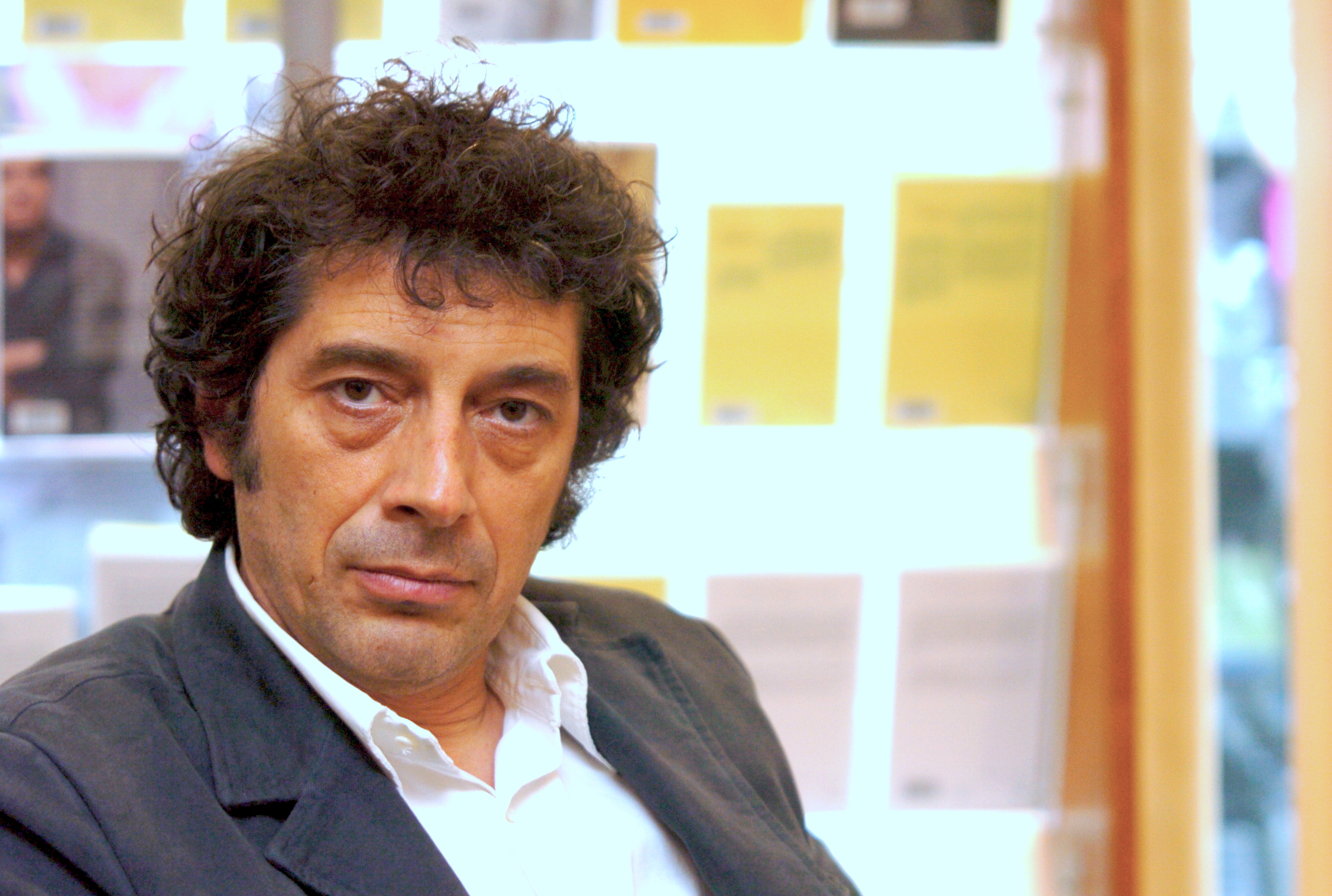
Sandro Veronesi, le 02 avril 2008 à Paris.

Sandro Veronesi publie régulièrement des romans, des nouvelles, des essais et de nombreuses préfaces de romans et d'essais, ainsi que des scénarios de films et des scripts pour des émissions télévisées.
Sandro Veronesi est le frère du réalisateur Giovanni Veronesi.
Il vit à Prato avec ses cinq enfants.
En novembre 2015, il quitte avec Umberto Eco les éditions Bompiani pour fonder à Milan La nave di Teseo, une nouvelle maison d'édition.

## Œuvre

### Romans
- Per dove parte questo treno allegro (1984)
- Gli sfiorati (1990) Les Vagualâmes, trad. Michel Breitman, éditions Robert Laffont, coll. « Pavillons », 1993 (ISBN 2-221-07101-8) ; rééd. 10/18, coll. « Domaine étranger » no 3374, 2002  (ISBN 2-264-03458-0)
- Venite venite B-52 (1995)
- La forza del passato (2000) — Prix Viareggio 2000 La Force du passé, trad. Nathalie Bauer,éditions Plon, coll. « Feux croisés », 2002 (ISBN 2-259-19385-4) ; rééd. 10/18, coll. « Domaine étranger » no 3656, 2006  (ISBN 2-264-03628-1)
- Terra di nessuno (2003) Terrain vague, trad. Dominique Vittoz, Éditions Grasset, 2010 (ISBN 978-2-246-75111-3) ; rééd. LGF, coll. « Le Livre de poche » no 32680, 2012  (ISBN 978-2-253-15811-0)
- Caos calmo (2005) — prix Strega 2006 ; prix Méditerranée étranger et prix Fémina étranger 2008 ; prix Cévennes du roman européen 2009 Chaos calme, trad. Dominique Vittoz, éditions Grasset, 2008  (ISBN 978-2-246-72431-5) ; rééd. LGF, coll. « Le Livre de poche » no 31660, 2010  (ISBN 978-2-253-12745-1)
- Brucia Troia (2007) Terrain vague, trad. Dominique Vittoz, éditions Grasset, 2010 (ISBN 978-2-246-75111-3) ; rééd. LGF, coll. « Le Livre de poche » no 32680, 2012  (ISBN 978-2-253-15811-0)
- XY (2010) XY, trad. Jean-Paul Manganaro, éditions Grasset, 2012 (ISBN 978-2-246-78580-4) ; rééd. LGF, coll. « Le Livre de poche » no 33479, 2014  (ISBN 978-2-253-17804-0)
- Terre rare (2014) Terres rares, trad. Dominique Vittoz, éditions Grasset, 2016, 462 pages  (ISBN 978-2-246-85753-2)
- Il colibrì (2019) — prix Strega 2020 Le Colibri, trad. Dominique Vittoz, éditions Grasset, 2021 (ISBN 978-2-246-82421-3)[1]

### Roman de littérature d'enfance et de jeunesse
- Ring City (2001)

### Recueil de poésie
- Il resto del cielo (1984)

### Nouvelles et recueils de nouvelles
- Sotto il sole ai Campi Elisi (2007)
- Il ventre della macchina (2008)
- Profezia (2011)
- Baci scagliati altrove (2011) Publié en français sous le titre Un coup de téléphone du ciel, traduit par Jean-Paul Manganaro, Paris, Grasset, 2014 (ISBN 978-2-246-80330-0) ; réédition, Paris, LGF, coll. « Le Livre de poche » no 3193, 2016  (ISBN 978-2-253-18282-5)

### Essais, chroniques
- Cronache italiane (1992) Publié en français sous le titre Chroniques italiennes, édition bilingue, traduit par Marie Van Geertruyden, Paris, Tour de Babel, coll. « Les bilingues de Babel », 1995  (ISBN 2-9501979-2-2)
- Occhio per occhio. La pena di morte in quattro storie (1992)
- Live (1996)
- Superalbo. Le storie complete (2002)
- Viaggi e Viaggetti. Finché il tuo cuore non è contento (2013)
- Non dirlo. Il Vangelo di Marco (2015) Publié en français sous le titre Selon saint Marc, traduit par François Rosso, Paris, Grasset, 2017  (ISBN 978-2-246-86085-3)

## Filmographie

### En tant que scénariste
- 1987 : Maramao, film italien écrit et réalisé par Giovanni Veronesi, participation au scénario de Sandro Veronesi
- 1992 : Ultimo respiro, film italien écrit et réalisé par Felice Farina, participation au scénario de Sandro Veronesi
- 1997 : Cinque giorni di tempesta, film italien écrit et réalisé par Francesco Calogero, participation au scénario de Sandro Veronesi
- 2001 : Streghe verso nord, film italien écrit et réalisé par Giovanni Veronesi, participation au scénario de Sandro Veronesi
- 2023 : Comandante d'Edoardo De Angelis

### Adaptation de ses œuvres par des tiers
- 2002 : La forza del passato, film italien écrit et réalisé par Piergiorgio Gay, adaptation du roman éponyme de Sandro Veronesi
- 2008 : Caos calmo, film italien réalisé par Antonello Grimaldi, adaptation par Nanni Moretti (qui tient aussi le premier rôle), Laura Paolucci et Francesco Piccolo du roman éponyme de Sandro Veronesi
- 2011 : Gli sfiorati, film italien écrit et réalisé par Matteo Rovere, adaptation du roman éponyme de Sandro Veronesi
- 2022 : Le Colibri (Il colibrì) de Francesca Archibugi, adaptation du roman éponyme